# أنت الرجل
«أنت الرجل»، (بالإنجليزية: Thou art the Man)‏ هي قصة قصيرة كتبها إدغار ألان بو، نشرت لأول مرة في عام 1844. وهي تجربة مبكرة في أدب المباحث،  مثل قصة «جرائم شارع مورغ»، رغم أنها اعتبرت عموما قصة أدنى مرتبة.
تدور القصة حول رجل اتهم ظلما بقتل عمه برنابا شاتلوورثي، الذي اختفت جثته. ويعثر الراوي المجهول على الجثة، ويشتبه في صديق الضحية تشارلز غودفيلو، ويضع خطة محكمة لفضحه. أتى العنوان من سفر صموئيل الثاني وأيضا من «خدعة القمر العظيمة».